# Gari
A Gari vagy Rapido egy rövid folyó Frosinone megyében. Cassino városa mellett, a Lirivel összefolyva alkotja a Gariglianót. A folyót a Lazio és Molise régiók határán fekvő karsztvidék forrásai táplálják, emiatt nagy a vízhozama.